# Nick Willis
Nick Willis (25 kwietnia 1983 w Lower Hutt) – nowozelandzki biegacz, srebrny medalista Igrzysk Olimpijskich 2008 w biegu na 1500 m (po dyskwalifikacji Rashida Ramziego). Mistrz Igrzysk Wspólnoty Narodów (2006).
Wielokrotny mistrz i rekordzista kraju, medalista mistrzostw NCAA.

## Sukcesy
| Rok  | Zawody                        | Miasto         | Miejsce | Konkurencja | Czas     |
| ---- | ----------------------------- | -------------- | ------- | ----------- | -------- |
| 2006 | Igrzyska Wspólnoty Narodów    | Melbourne      | 1.      | 1500 m      | 3:38,49  |
| 2006 | Puchar świata w lekkoatletyce | Ateny          | 3.      | 1500 m      | 3:54,76  |
| 2008 | Igrzyska olimpijskie          | Pekin          | 2.      | 1500 m      | 3:34,16  |
| 2008 | Światowy Finał IAAF           | Stuttgart      | 3.      | 1500 m      | 3:38.,22 |
| 2010 | Igrzyska Wspólnoty Narodów    | Nowe Delhi     | 3.      | 1500 m      | 3:42,38  |
| 2011 | Mistrzostwa świata            | Daegu          | 12.     | 1500 m      | 3:38,69  |
| 2012 | Igrzyska olimpijskie          | Londyn         | 9.      | 1500 m      | 3:36,94  |
| 2014 | Igrzyska Wspólnoty Narodów    | Glasgow        | 3.      | 1500 m      | 3:39,60  |
| 2015 | Mistrzostwa świata            | Pekin          | 6.      | 1500 m      | 3:35,46  |
| 2016 | Halowe mistrzostwa świata     | Portland       | 3.      | 1500 m      | 3:34,37  |
| 2016 | Igrzyska olimpijskie          | Rio de Janeiro | 3.      | 1500 m      | 3:50,24  |

## Rekordy życiowe
- bieg na 800 metrów – 1:45,54 (2004)
- bieg na 1000 metrów – 2:16,58 (2012)
- bieg na 1500 metrów – 3:29,66 (2015) były rekord Australii i Oceanii, rekord Nowej Zelandii
- bieg na 1500 metrów (hala) – 3:35,80 (2010) były rekord Nowej Zelandii
- bieg na milę – 3:49,83 (2014)
- bieg na milę (hala) – 3:51,06 (2016) były rekord Australii i Oceanii
- bieg na 3000 metrów – 7:36,91 (2014)
- bieg na 3000 metrów (hala) – 7:44,90 (2004) rekord Nowej Zelandii
- bieg na 5000 metrów – 13:20,33 (2014)
- bieg na 5 kilometrów – 13:46 (2013) rekord Nowej Zelandii